# Corinne Day
Corinne Day (* 19. Februar 1962; † 27. August 2010) war eine britische Modefotografin, Dokumentarfotografin und Model.

## Früheres Leben
Corinne Day wuchs mit ihrem jüngeren Bruder und ihren Großeltern in Ickenham auf. Sie verließ die Schule mit sechzehn Jahren und arbeitete als Assistentin in einer örtlichen Bank. Nach einem Jahr bei der Bank wurde sie internationale Postkurierin. In dieser Zeit schlug jemand vor, dass sie es als Model versuchen sollte. Sie arbeitete mehrere Jahre als Katalogmodell. 1985 traf sie Mark Szaszy in einem Zug in Tokio. Szaszy war ein männliches Model und interessierte sich sehr für Film und Fotografie. Während einer längeren Reise nach Hongkong und Thailand brachte Szaszy Day den Umgang mit der Kamera bei und 1987 zogen sie nach Mailand. In Mailand begann Day ihre Karriere als Modefotografin. Nachdem Day Fotografien von Szaszy und ihren Freunden für ihre Modellportfolios angefertigt hatte, begann sie, Zeitschriften für die Arbeit zu kontaktieren.

## Karriere in der Modefotografie
1989 hatte Day ihr erstes Treffen mit Phil Bicker, dem Art Director von The Face. Durch Bicker lernte Day die Stylisten Anna Cockburn und Melanie Ward kennen, mit denen sie einige ihrer bekanntesten Bilder kreieren sollte. Die Fotos von Day, wurden durch ihr im Juli 1990 veröffentlichtes Fashion Editorial für The Face mit dem Titel The Third Summer of Love bekannt. Das Model für die Bicker in Auftrag gegebene und von Ward gestaltete achtseiteige Reportage war die damals noch unbekannte Kate Moss. Sie präsentiert Kleidungsstücke von Romeo Gigli, Joseph Tricot, Ralph Lauren und einen Federkopfschmuck aus der heute nicht mehr existierenden Covent Garden Boutique World. Während eines Tagesausflugs nach Camber Sands aufgenommen, zeigten einige der Fotografien den halbnackten und am Strand lachenden Teenager Kate Moss. Das Foto von Kate Moss mit dem Federkopfschmuck auf der Titelseite des Magazins ist heute eines der bekanntesten Bilder von Day. Day hatte zuvor mit Kate Moss an der Levi’s „Levis for Girls“ -Kampagne mit The Design Corporation gearbeitet.
Drei Jahre danach führte Day ein weiteres berühmtes Shooting mit Moss durch, dessen Bilder unter dem Schlagwort des Heroin Chic Berühmtheit erlangten. Die dürre Moss wurde in nicht zusammenpassender Unterwäsche ausgestreckt porträtiert. Day wurde beschuldigt, mit den Bildern Magersucht und Drogenkonsum zu beschönigen, auch wurde die pornographische Tendenz der Bilder kritisiert. Kate Moss’ Agent verbot daraufhin eine weitere Zusammenarbeit mit Corinne Day. Ab Mitte der 1990er bewegte sich Day häufig im Umfeld der Alternative-Rock-Band Pusherman. Viele der in diesen Jahren entstandenen Bilder publizierte sie 2000 in ihrem Buch Diary.
Day gilt als eine Pionierin des Grunge in der Fotografie. In ihren Bildern findet sich keine Spur vom dick aufgetragenen Glamour der 1980er-Jahre. Sie verzichtet ganz auf das Weichzeichnen und präsentiert ihre Motive ungeschönt und unmittelbar in der Realität. Sie wird neben Wolfgang Tillmans als einer der Begründer dieses „Schnappschuss-Stils“ bezeichnet. Ihre Bilder wurden regelmäßig in der britischen, italienischen und japanischen Ausgabe der Vogue publiziert. Ihre Fotos erschienen auch in Interview, Glamour, Mademoiselle und Allure. Sie arbeitete für Modelabels wie Banana Republic oder The Gap. Ausstellungen mit ihren Werken fanden in der National Portrait Gallery, dem Victoria and Albert Museum, der Tate Modern, der Saatchi Gallery und weiteren Museen statt.
Privates
Im November 1996 wurde bei Day ein langsam wachsender Gehirntumor diagnostiziert. Nach einer Operation in London wurde ihr eine Lebenserwartung von acht Jahren bescheinigt. Mithilfe einer Fundraising-Kampagne namens „Safe the Day“ wurde ihr zwar 2009 noch eine Chemotherapie ermöglicht, Corinne Day verstarb dennoch im August 2010.

## Ausstellungen (Auswahl)
- Corinne Day: Tara. London, Galerie Gimpel Fils, 6. Oktober bis 18. November 2000[7]
- Corinne Day: 15. London, Galerie Gimpel Fils, 21. Februar bis 1. April 2006[8]
- Corinne Day: Diary. Paris, Galerie Gimpel-Muller, 6. November bis 8. Dezember 2018[9]
- Shot In Soho. London, The Photographers Gallery, 18. Oktober 2019 bis 9. Februar 2020[10]